# AISA (microcotxe)
|  | No s'ha de confondre amb AISA. |

L'AISA fou un microcotxe fabricat entre 1952 i 1955 a Cervera, Segarra, per l'empresa Actividades Industriales, S.A., propietat de Martí Martí. Duia un motor posterior Hispano Villiers monocilíndric de dos temps i 197 cc, el qual podia assolir el 80 km/h. Atès que la carrosseria del vehicle fou obra del conegut carrosser barceloní Capella, aquest microcotxe ha estat documentat algun cop com a Capella.
De l'AISA només se'n construïren unes poques unitats, les darreres de les quals amb la denominació comercial Jurka.